# BANZARE Glacier
BANZARE Glacier är en glaciär i Wilkes Land på Antarktis. Australien gör anspråk på området. Den är namngiven efter BANZARE-expeditionen 1930-1931 som leddes av polarforskaren Douglas Mawson. BANZARE är en förkortning av "British Australian New Zealand Antarctic Research Expedition".. 